# Hunter Kemper
Hunter Craig Kemper (Charlotte (North Carolina), 4 mei 1976) is een Amerikaanse triatleet. Hij nam driemaal deel aan de Olympische Spelen, maar won hierbij geen medailles.

## Biografie
In 2000 deed hij mee aan de eerste olympisch triatlon op de Olympische Zomerspelen van Sydney. Hij behaalde een 17e plaats in een tijd van 1:50.05,56. Vier jaar later tijdens de Olympische Spelen van 2004 in Athene behaalde hij een negende plaats met een tijd van 1:52.46,33. Ten slotte op de Olympische Spelen van 2008 in Peking behaalde hij zijn beste klassering door zevende te worden.
Kemper is de enige Amerikaans triatleet die nummer één stond op de ITU wereldrankinglijst. In juli 2006 won hij de "Lifetime Fitness Triathlon" in Minneapolis.
Hij studeerde bedrijfskunde aan de Wake Forest University in Winston-Salem.

## Prijzen
- ITU wereldbeker triatlon - 2005

## Palmares

### triatlon
- 1996: 6e WK junioren in Cleveland - 1:50.26
- 1999:  Pan-Amerikaanse Spelen in Winnipeg - 1:48.49
- 1999: 8e WK olympische afstand in Montreal - 1:46.04
- 2000: 7e WK olympische afstand in Perth - 1:52.17
- 2000: 17e Olympische Spelen van Sydney - 1:50.05,56
- 2001: 15e WK olympische afstand in Edmonton - 1:49.23
- 2002: 12e WK olympische afstand in Cancún - 1:52.36
- 2003:  Pan-Amerikaanse Spelen in Santo Domingo - 1:52.00
- 2004: 10e WK olympische afstand in Funchal - 1:42.05
- 2004: 9e Olympische Spelen van Athene - 1:52.46,33
- 2005: 41e WK olympische afstand in Gamagōri - 1:53.11
- 2006: 7e WK olympische afstand in Lausanne - 1:53.07
- 2008: 7e Olympische Spelen van Peking - 1:49.48,75
- 2009: 5e ITU wereldbekerwedstrijd in Washington - 1:50.24
- 2013: 116e WK olympische afstand - 123 p
- 2014: 135e WK olympische afstand - 144 p
- 2015: 8e Pan-Amerikaanse Spelen in Toronto - 1:49.37
- 2015: 80e WK olympische afstand - 441 p